# Nelson FC
Nelson FC is een Engelse voetbalclub uit Nelson (graafschap Lancashire). De club speelt zijn thuismatchen in het Victoria Park, dat plaats biedt aan 1500 toeschouwers.
De club werd in 1881 opgericht en sloot zich tien jaar later aan bij de Lancashire League, later Lancashire Combination. In 1921 was de club een stichtend lid van de 3de klasse. De club eindigde 16de maar het volgende seizoen was ongetwijfeld het meest succesvolle uit de clubgeschiedenis. De club werd kampioen van de 3de klasse en promoveerde naar 2de. In het voorbereidingsseizoen in de zomer werd Nelson de eerste Engelse club die Real Madrid kon verslaan (4-2). 
Het seizoen 2de klasse was niet erg succesvol, de club werd 21ste op 22. Bij wedstrijden tegen Darlington FC en Bradford City waren er wel meer dan 14 000 toeschouwers, heel wat voor een stadje met 30 000 inwoners. 
In 1931 werd de club uit de Football League gezet en speelde opnieuw in de Combination, tot in 1936 de boeken werden neergelegd.
Na de Tweede Wereldoorlog werd de club heropgericht en voegde zich weer bij de Lancashire Combination waar ze kampioen werden in 1950 en 1952. Ze werden niet verkozen om terug naar de Football League te gaan. 
In 1982 werd de North West Counties League opgericht en Nelson speelde daar in de 3de klasse. Vijf jaar later werd deze geschrapt en ging Nelson automatisch naar 2de. In 2006 werd promotie naar de eerste klasse afgedwongen.